# Simaethula mutica
Simaethula mutica är en spindelart som beskrevs av Kálmán Szombathy 1915. Simaethula mutica ingår i släktet Simaethula och familjen hoppspindlar. Inga underarter finns listade i Catalogue of Life.